# 史兰芽
史兰芽（1971年12月2日—），女，浙江杭州人，中国演员，其名字取自宋朝文学家苏轼一阙《浣溪纱》中“山下兰芽短浸溪”一句。毕业于中央戏剧学院表演系。父亲是导演史践凡。现任丈夫是演员李幼斌。

## 主要作品

### 电影
- 《天皇巨星》
- 《过年》
- 《月落玉长河》，又名《穆斯林的葬礼》
- 《美丽的诱惑》
- 《告别紫禁城》

### 电视剧
- 《围城》
- 《淮阴候韩信》
- 《浦江叙事》
- 《鲁迅与许广平》
- 《孟姜女》
- 《都市森林》
- 《关汉卿传奇》
- 《百年沉浮》
- 《光荣之旅》
- 《故事2001》
- 《上海沧桑》
- 《江山》
- 《乱世浮生》
- 《最后的骑兵》
- 《曹雪芹》
- 《月色无言》
- 《英雄泪》
- 《铁道游击队》
- 《千古風流─蘇東坡》
- 《师傅》
- 《旗袍》
- 《活法》
- 《御賜小仵作》

### 话剧
- 《危情夫妻》
- 《长子》
- 《官兵拿贼》
- 《西区故事》（Westside Story)

## 得奖及提名
- 因央视《浦江叙事》获1997年飞天奖女主角提名。
- 因央视《光荣之旅》获2001年女主角提名。